# Jorge Benítez
Jorge José Benítez (Gobernador Castro, 3 giugno 1950) è un allenatore di calcio ed ex calciatore argentino, di ruolo centrocampista.

## Carriera
Durante la sua carriera ha vestito le maglie di Racing Avellaneda (dal 1969 al 1973) e Boca Juniors (dal 1973 al 1981).
Conta 2 presenze con la Nazionale argentina, ottenute nel 1977.
Da allenatore è tornato al suo Boca Juniors nelle stagioni 2004 e 2005.

## Palmarès

### Giocatore
- Campionato argentino: 3

Boca Juniors: Metropolitano 1976, Nacional 1976, Metropolitano 1981
- Coppa Libertadores: 2

Boca Juniors: 1977, 1978
- Coppa Intercontinentale: 1

Boca Juniors: 1977

### Allenatore
- Coppa Sudamericana: 1

Boca Juniors: 2004